# Louisa Jane Hamilton, hertuginde af Buccleuch
Lady Louisa Jane Hamilton, hertuginde af Buccleuch og af Queensberry VA (26. august 1836 – 16. marts 1912) var en britisk hofdame. Hun var datter af James Hamilton, 1. hertug af Abercorn. I 1884 giftede hun sig med William Montagu Douglas Scott, 6. hertug af Buccleuch, hvorved at hun blev hertuginde af Buccleuch og af Queensberry. Flere af hendes efterkommere har arveret til den britiske trone.

## Forfædre
Louisa Jane Hamiltons mor var Louisa Jane Russell, hertuginde af Abercorn (1812 – 1905), der igen var oldedatter af Anne van Keppel, grevinde af Albemarle. Anne van Keppel var sønnedatter af kong Karl 2. af England.

## Efterkommere
Lady Louisa Jane Hamilton var gift med den skotske politiker William Montagu Douglas Scott, 6. hertug af Buccleuch. 
Parret fik to døtre og seks sønner, deriblandt: 
- John Montagu Douglas Scott, 7. hertug af Buccleuch, far til prinsesse Alice, hertuginde af Gloucester.
- Lord Andrew Montagu Douglas Scott, oldefar til Sarah, hertuginde af York.